# Fernand Baldensperger
Pour les articles homonymes, voir Baldensperger.
Fernand Baldensperger, né le  4 mai 1871 à Saint-Dié et mort le 24 février 1958 à Suresnes, est un universitaire français qui compte parmi les fondateurs de la littérature comparée.

## Biographie
Issu d'une lignée de fabricants du textile alsaciens, en particulier son père Philippe, fabricant de tissus, né à Baldenheim en 1830 et mort à Saint-Dié en 1918, et sa mère Julie Haas, Philippe Jules Fernand accomplit sa première scolarité, d'abord à l'école primaire, puis au collège de garçons, toujours à Saint-Dié. Pour exceller en langue allemande, il passe ses dernières années du cycle secondaire à Zürich et à Nancy. Il est bachelier ès lettres en 1888.
Après des études au lycée Louis-le-Grand en classe de seconde rhétorique (1888-1889) puis aux universités de Nancy, Heidelberg, Berlin et Bonn jusqu'en 1891, le licencié ès lettres germaniques (allemand) dès juillet 1890, inscrit à l'université de Nancy est reçu deuxième à l'agrégation d'allemand en 1892. Ainsi agrégé à 21 ans, il accomplit son service militaire au 26e de ligne à Nancy. 
Il entre dans l'enseignement secondaire, principalement à Nancy, à l'école supérieure de commerce en tant que professeur et examinateur. Il obtient en 1893 une licence d'anglais à Lyon et donne, de 1894 à 1898, des cours libres d'anglais à la Faculté de lettres de Nancy. Durant ces périodes, il multiplie les voyages d'études, d'abord en Allemagne en 1894, puis en Grande-Bretagne, en particulier en Angleterre en 1895 et en Écosse en 1897. Il soutient ses deux thèses de doctorat ès lettres le 29 juin 1899 à la Faculté de Paris. La première, en français, s'intéresse à la vie et aux œuvres de Gottfried Keller. La deuxième, en latin, traite du poème "Aladdin" d'Adam Gottlob Oehlenschläger. Ce n'est qu'après 1910 que Fernand Baldensperger accomplit des missions en Russie et en Chine, avant de résider au Japon en 1912.  

### Une carrière universitaire
Il enseigne à l'université de Nancy, en tant que maître de conférences en littérature de langue allemande, du 1er octobre 1898 au 31 octobre 1900, puis à Lyon du 1er novembre 1900 au 23 février 1902 en tant que chargé de cours de littérature comparée puis en tant que professeur du 24 février 1902 au 15 novembre 1910, avant d'être appelé à la Faculté des lettres de Paris par Ferdinand Brunot en tant que chargé de cours de littérature comparée de 1910 à 1919, puis chargé de cours de littératures modernes de 1923 à 1925 et enfin professeur de 1925 à 1935. Ses cours de littérature attirent de plus en plus d'étudiants étrangers, ce qui explique les nombreuses sollicitations d'universités européennes, américaines ou d'Extrême-Orient.
À partir de 1903, année où il épouse Marguerite Bonzon, musicienne protestante, à Lyon, et jusqu'en 1912, il collabore à la Revue musicale de Lyon de Léon Vallas. De 1914 à 1916, il est mobilisé. Après les premiers combats, il est nommé interprète de division, puis de corps d'armée. Il obtient la croix de guerre. Cet excellent germaniste et anglophone a ensuite vécu en 1916 en Scandinavie en tant que chargé de mission, puis à New York, avec le statut de coopérant, mis à la disposition de l'Université Columbia entre 1917 et 1919, échappant ainsi aux dernières horreurs de la Grande Guerre. 
De retour d'Amérique, il est volontaire pour restructurer l'université d'Alsace-Lorraine, il obtient son détachement à Strasbourg. Il a ainsi été professeur de littérature comparée à la Faculté des lettres de Strasbourg de 1919 à 1923. La famille Baldensperger emménage ensuite 55, rue de Vaugirard à Paris. Le professeur à la Sorbonne participe en 1928 au premier cours universitaire de Davos, avec de nombreux autres intellectuels français et allemands. D'une manière générale, chaque été, le professeur Baldensperger, grand voyageur et universitaire de réputation internationale, se retrouvait "chargé de cours" ou "conférencier invité" dans les principales universités d'Europe, d'Amérique et d'Asie. Il dispense régulièrement des cours en Amérique pendant ses séjours en 1925, 1928 et 1932, à Harvard à Boston où il est d'ailleurs nommé définitivement après sa mise en retraite de l'université française le 1er novembre 1935, avant de partir en Californie à Los Angeles, où il séjourne jusqu'à son retour en France après la Libération.

### Un chercheur en littérature comparée de grande renommée
En 1921, il fonde avec Paul Hazard la Revue de littérature comparée. « Le champ est immense et la moisson s'étend à perte d'horizon », écrit-il dans son éditorial originel. Il assurera la direction de la revue durant quinze ans, en animera l'esprit jusqu'à la fin. Sa contribution à la connaissance de la littérature et sur l'histoire littéraire est considérable. Notons sa biographie sur Alfred de Vigny et son édition des œuvres de ce dernier in extenso, ses études sur la littérature des émigrés, sur le romantisme, les lettres entre les deux guerres, ses travaux sur Goethe, Benjamin Constant, Balzac, Charles Guérin, Shakespeare...  
Il est en 1922 le président du premier congrès d'histoire littéraire de Budapest. En 1923, il reçoit le prix Archon-Despérouses.
Auteur d'une œuvre consacrée aux patiences de l'érudition (commençant par une thèse sur l'écrivain zurichois Gottfried Keller), auteur d'importantes bibliographies, il utilise le pseudonyme de Fernand Baldenne. Sous ce même pseudonyme, il fait paraître divers recueils de poésies à la forme classique, mais aussi des contes vosgiens. L'origine de la dénomination Baldenne est parfaitement connue : il s'agit d'un raccourci de son nom qu'utilisaient familièrement ses amis parisiens, parmi lesquels figurent Georges Clemenceau, Maurice Barrès ou l'ambassadeur Jules Cambon.

### Attachement à sa ville natale et vie familiale

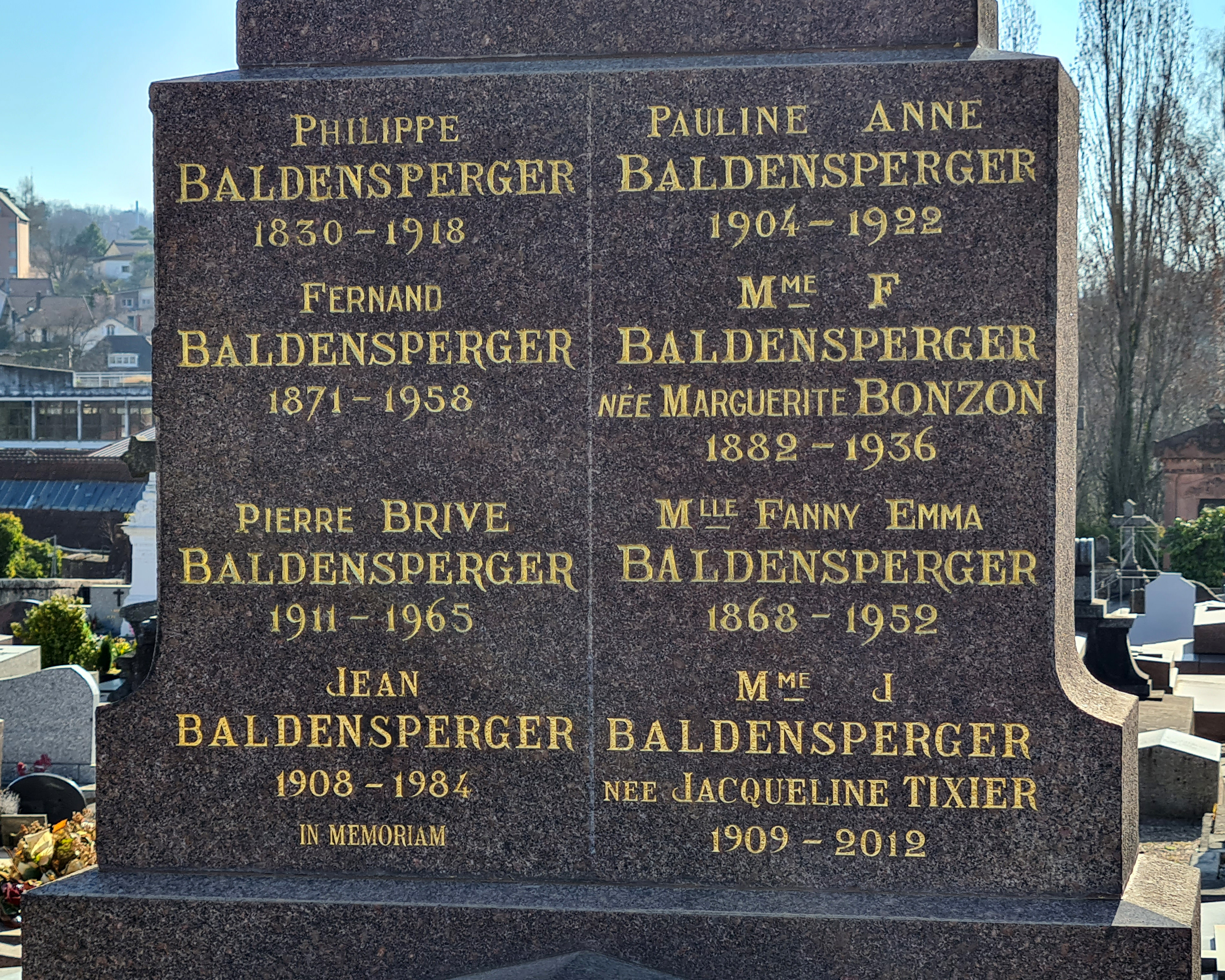
Pierre tombale de la famille Baldensperger au cimetière rive droite de Saint-Dié-des-Vosges.

Fernand Baldensperger et sa famille possèdent une belle résidence sur les hauteurs de Foucharupt et n'ont jamais rompu le lien avec Saint-Dié. L'universitaire était toujours volontaire pour aider au développement de la belle bibliothèque de sa ville natale. Rien d'étonnant qu'il ait cultivé l'amitié avec diverses personnalités de la ville et de la montagne vosgienne, à commencer par Auguste Pierrot, Georges Baumont, l'artiste familier du monde slave, Albert Ohl des Marais, le spécialiste du monde scandinave Jean Lescoffier, qu'il avait connu en 1916. Les témoignages abondent sur cette maison des Alouettes, équipée d'un toit surmonté d'un observatoire astronomique en coupole, où l'agréable hôte conviait invités ou amis à scruter le ciel étoilé, au cours de l'entre-deux-guerres, pendant les longues soirées souvent estivales. Membre dès sa jeunesse de la Société philomatique vosgienne, le membre d'honneur dès le début de l'entre-deux-guerres y rédige soit de copieux articles, soit de courtes notes. Lors des festivités de la Ville ou de la société, sa femme et ses filles étaient souvent costumées en alsaciennes. Mais en 1945, de retour des États Unis d'Amérique, il doit vendre, à son grand regret, sa maison de Foucharupt, pour résider dignement à Paris. Il lègue la bibliothèque familiale, installée dans sa demeure, à la bibliothèque municipale dirigé par son vieil ami Auguste Pierrot.
La médiathèque "La Boussole"  de Saint-Dié-des-Vosges conserve aussi sa bibliothèque personnelle, léguée à sa mort, composée d'environ 5000 volumes qui constitue un fonds dédié à la littérature comparée.
Le couple Fernand et Marguerite a eu quatre enfants, deux garçons et deux filles, ils ont eu l'immense chagrin de perdre leur fille aînée, Pauline-Anne qui s'est suicidée le 6 mars 1922 à 17 ans dans la ville de Strasbourg. La relation entre son épouse Marguerite et Georges Clemenceau est racontée dans l'ouvrage de Nathalie Saint-Cricq Je vous aiderai à vivre, vous m'aiderez à mourir (L’Observatoire, 2021).
Fernand décède à 86 ans le 24 février 1958 à Suresnes, 10 quai Gallieni, alors qu'il résidait ordinairement à Paris 13 rue d'Odessa, XIVe arrondissement. Son corps est quelques jours plus tard inhumé au cimetière de la rive droite à Saint-Dié, au lieu-dit La Côte Calot, dans le caveau familial.

## Quelques élèves connus
Fernand Baldensperger aimait dire qu'à tous les titres et honneurs reçus au cours de sa carrière d'un demi-siècle, il préférait de loin la fidélité de ses anciens étudiants. Si son interlocuteur lui contestait ce point de vue, il rétorquait que, simple professeur dépourvu de l'amitié de ses anciens élèves, les reconnaissances dans le vaste monde auraient été rares.
Fernand Baldensperger est le directeur de la thèse de doctorat que présente en 1925 Marietta Martin (1902-1944), écrivaine et résistante à l’occupation nazie, qui a contribué au journal La France continue. Sur la proposition de  Baldensperger, elle a consacré ses travaux à la vie et l'œuvre du docteur Koreff, médecin allemand qui a eu Stendhal pour patient. Le professeur rendra hommage à son ancienne élève après sa disparition. Il contribuera à la publication de deux de ses œuvres en fournissant une interprétation pour Adieu temps et une préface aux Lettres de Leysin. La jeune femme de lettres Irène Némirovsky étudia la littérature comparée sous la houlette de Baldensperger, qui se souviendra d'elle dans son tableau de la littérature moderne, ouvrage dans lequel il mentionne David Golder, cet « âpre petit Juif de Russie devenant manieur d'argent aux États-Unis » (La Littérature française entre les deux guerres (1919-1939), p. 67).

## Honneurs
- Officier de la Légion d'honneur. Nommé chevalier de la Légion d'honneur en 1919, promu officier de la Légion d'honneur le 30 juillet 1935.
- Croix de guerre 1914–1918
- titulaire de nombreuses distinctions d'universités étrangères : docteur honoris causa de l'université Columbia (New York), de l'université de Budapest...
- membre de nombreuses sociétés savantes à l'échelle mondiale, président d'honneur de l'Association internationale des comparatistes en 1945...
- lauréat et correspondant de l'Institut
- membre de l'Académie des sciences morales et politiques

### Odonymie
Fernand Baldensperger, membre de l'académie des sciences morales et politique, a laissé son nom à une rue du quartier Saint-Roch, alors en réhabilitation au moment de son décès. Un groupe scolaire de ce même quartier de Saint-Dié, initiateur d'une pédagogie novatrice, a plus tard été aussi dénommé en hommage à Fernand et Marguerite Baldensperger.

## Œuvres
- Gottfried Keller, sa vie et ses oeuvres, Paris, Hachette, 1899, thèse de doctorat
- César Franck, l'artiste et son oeuvre, 1901
- Goethe en France : essai de littérature comparée, Hachette, Paris, 1904
- Bibliographie critique de Goethe en France, Paris, Hachette, 1907
- Études d'histoire littéraire, Paris, Hachette, 1907
- Études d'histoire littéraire, Paris, Hachette, 1910 (deuxième série)
- Alfred de Vigny, contribution à sa biographie intellectuelle, Paris, Hachette , 1912
- La Littérature : création, succès, durée, Flammarion, coll. « Bibliothèque de philosophie scientifique », 1913
- L'Avant-guerre dans la littérature française, 1900-1914, Paris, Payot, 1920
- Le Mouvement des idées dans l'émigration française, Plon-Nourrit, Paris, 2 vol., 1925, prix Thérouanne de l'Académie française.
- Sensibilité musicale et romantisme, collection études romantiques, in-16, Les Presses françaises, Paris, 1925, 135 pages.
- Orientations étrangères chez Honoré de Balzac, Paris, H. Champion, 1927
- Alfred De Vigny, Paris, éditions de la "Nouvelle Revue critique", 1929
- Alfred De Vigny : nouvelle contribution à sa biographie intellectuelle, Paris : Société d'édition "les Belles Lettres", 1933
- Une Vie parmi d'autres: notes pour servir à la chronique de notre temps, (autobiographie 1935), Paris, Louis Conard, 1940
- La Littérature française entre les deux guerres (1919-1939), Marseille, 1943
- La Vie et l'oeuvre de William Shakespeare, Montréal, les Éditions de l'Arbre, 1945
- La Critique et l'histoire littéraire en France aux XIXe et XXe siècles, New York, Brentano's (impr. de Martin), 1945
- Œuvres complètes d'Alfred de Vigny, t. II, Paris, Éditions Gallimard, 1948 (ISBN 2070105806).
- Œuvres complètes d'Alfred de Vigny, t. I, Paris, Éditions Gallimard, 1950.
- (en) Fernand Baldensperger and Werner P. Friederich, Bibliography of Comparative Literature, Chapel Hill: University of North Carolina Studies in Comparative Literature, 195, 1950, 701 pages, XXIV pages d'introduction (réédition Bibliography of Comparative Literature, Russell & Russell, New York, 1960)
- Histoire universelle des littératures, ouvrage collectif avec Paul van Tieghem, non achevé

### Œuvres (souvent poétiques ou romancées) publiées sous le nom de Fernand Baldenne
- Mezza voce, Paris, L. Chailley, 1895
- En marge de la vie, Paris, Bibliothèque de "la Plume", 1901
- Contes et récits vosgiens, Paris, les Marches de l'Est, 1913
- La Croisée des routes, Poitiers, impr. Marc Texier, 1922
- La Croisée des routes, Poésie 1901-1914, recueil in-16, Librairie académique Perrin, 1923, 221 pages.

### Articles ou notices, traductions ou allocutions de Fernand Baldensperger dans le bulletin de la Société philomatique vosgienne
- Traduction d’un article sur la colonne de Jupiter du Donon, XVI, p. 339 à 34.
- Traduction d’un article du professeur Beschtein sur les antiquités du Donon, XVIII, Année 1897-1898, p. 281 à 364, 8 fig.
- Traduction d’un article de M. K. Zangemeister sur les Sarmates dans les Vosges, XX, p. 106 à 108.
- Chronique de la vie de Paul de Krüdener; en Lorraine et en Alsace (1812-1813), XXXI, p. 5 à 28.
- La reconstruction de Saint-Dié en 1757, (55e-56e A) XLIV, p. 3 à 35, plan, carte.
- Son allocution sur l’histoire locale à l’AG de notre société en 1932, XLVI, p. 3 à 15.
- Christian Pfister (1857-1933) et la région vosgienne, XLVII, année 1933, p. 3 à 10.
- Préface aux Légendes Vosgiennes d'Auguste Pierrot, Le Diable, année 1939, p. 19-22 (en fait, un avant-propos sur maître Persin rédigé en août 1939 à Foucharupt, dans sa maison des Alouettes)
- Pourquoi les nazis tenaient à détruire Saint-Dié-sur-Meurthe, (64e-71e A) LII, p. 5 à 10.
- Courte notice nécrologique sur Jean Lescoffier et postface in memoriam, année 1948, p. 79-84

#### Autres liens
- Description du fonds Fernand Baldensperger à la médiathèque Victor Hugo de Saint-Dié-des-Vosges
- Fonds Baldenperger, University of California, Berkeley, de la photographe américaine Thérèse Bonney (1894-1978), une de ses anciennes élèves.
- Notice biographique sur Persée, extrait d'un numéro thématique de la revue Persée, Année 1986, volume 2-2  pp. 19-21 sur "Les professeurs de la faculté des lettres de Paris – Dictionnaire biographique 1909-1939" sous la direction de Christophe Charle.
- Notice de Marcel Thomann en 1983 pour le NETDBA ou Dictionnaire de biographie alsacienne en ligne de la Fédération des sociétés d'histoire et d'archéologie d'Alsace.